# Christina Jung (Schauspielerin)
Christina Jung (geboren 1991 in München) ist eine deutsche Schauspielerin.

## Leben
Jung studierte Schauspiel an der Folkwang Universität der Künste und in New York bei Susan Batson. Während dieser Zeit wurde sie durch die Studienstiftung des Deutschen Volkes unterstützt. 
Von 2016 bis 2019 war sie am Deutschen Theater Göttingen. Dort erhielt sie 2017 den Nachwuchsförderpreis.
Sie arbeitete unter anderem mit Regisseuren wie Christian Friedel, Moritz Beichl, Niklas Ritter, Erich Siedler und Antje Thoms.
Für die Spielzeit 2019/20 arbeitete sie als freischaffende Schauspielerin, seit der Spielzeit 2021/22 ist sie im Ensemble des Staatstheaters Augsburg.

## Auftritte (Auswahl)
- 2021: Mary Page Marlowe – Eine Frau, Staatstheater Augsburg
- 2022: Ugly Lies the Bone, Staatstheater Augsburg

## Filmografie
- 2020: SOKO Leipzig, Folge: Unerwünschte Nebenwirkung